# Oda Hidekatsu
En aquest nom japonès, el cognom és Oda.
Hashiba Hidekatsu (羽 柴秀胜, 1568 - 29 de gener de 1586) va ser un samurai japonès del període Azuchi-Momoyama de la història del Japó.
Hidekatsu va ser el quart fill d'Oda Nobunaga, però va ser adoptat per Hashiba Hideyoshi (posteriorment conegut com a Toyotomi Hideyoshi) per la qual cosa el seu nom va canviar d'Oda Hidekatsu (织 田秀胜) a Hashiba Hidekatsu.
Hidekatsu participà durant la batalla de Komaki i Nagakute i va morir el 1586 a Corea.